# コンチリアトーレ
コンチリアトーレ(イタリア語: Il Conciliatore）は、1818年9月3日から1819年10月17日の間にオーストリア帝国支配下のロンバルド＝ヴェネト王国で刊行されていたロマン主義文学および政治を扱う雑誌である。ビブリオテーカ＝イタリアーナから脱退したシルヴィオ・ペッリコやジョバンニ・ベルシェが創刊した。

## 名称
雑誌名『コンチリアトーレ』（イタリア語: Conciliatore）はイタリア語の形容詞で「懐柔のための」「調停のための」という意味である。イタリア語での正式な雑誌名は『Il Conciliatore』と冠詞が付くが、形容詞に冠詞が付いた場合その意味は「調停者」となる。

## 歴史

### 背景
オーストリア帝国の支配下に置かれていたミラノを中心とするロンバルド＝ヴェネト王国では、地政学的な背景から極端な反乱分子の弾圧や言論統制などが行われておらず、代わりにビブリオテーカ＝イタリアーナという雑誌を刊行することでイタリア人文学者を介してドイツ文学に代表される外国文学を紹介し、ゲルマン民族的な思想を広めつつイタリア文学やイタリア的伝統への固執を止めさせることが狙われていた。
この時代にはミラノがかつて存在していたイタリア王国の首都であった経緯から、シルヴィオ・ペッリコ、ウーゴ・フォスコロ、トンマーゾ・グロッシ、ヴィンチェンツォ・モンティ、ピエトロ・ジョルダーニ、カルロ・ポルタ、ジョビータ・スカルビーニ、ジャン・ドメニコ・ロマニョーシなどの有力な文学者が集結していた。またアレッサンドロ・マンゾーニ、ピエトロ・ボルシェーリ、ルドヴィーコ・ディ・ブレーメ、ピエトロ・ボルシェーリ、ジョバンニ・ベルシェなどがミラノで経験を積んでいた時期にも重なり、ビブリオテーカ＝イタリアーナ誌はこういったイタリア人文学者の執筆者を多く抱えていた。そしてイタリア語での執筆や自由な言論が許され、このことから発刊に対して大きな反発や批判はなく、創刊当初は順調であった。
しかしながら当時のプロイセン王国やフランス、イギリスなどではロマン主義が流行し始めており、ビブリオテーカ＝イタリアーナによりそれがイタリアに流入。執筆者の間で古典主義とロマン主義の対立が発生し、ロマン主義者たちはビブリオテーカ＝イタリアーナを次々に脱退した。この脱退が、コンチリアトーレへの創刊に結び付く。

### 創刊
脱退者のうち、シルヴィオ・ペッリコおよびジョバンニ・ベルシェはロマン主義を啓蒙するため、ペッリコと交流があったフェデラーティの黒幕的存在である開明貴族フェデリーコ・コンファロニエリや起業家ルイージ・ポロ・ランベルテンギの積極的な資金援助を受けて、文学及び政治を取り扱う雑誌『コンチリアトーレ』を1818年9月3日に創刊した。
ペッリコとベルシェの他にも、ピエーロ・マロンチェッリ、アデオダート・レッシ、ルドヴィーコ・ディ・ブレーメなどが創刊に協力し、雑誌の印刷を請け負ったのはヴィンチェンツォ・フェッラーリオという愛国的な活版印刷業者であった。
またその後、ジャン・ドメニコ・ロマニョーシやメルキオーレ・ジョイア、ジュゼッペ・ペッキオ、エルメス・ヴィスコンティなどが執筆者としてこの雑誌に参加。アレッサンドロ・マンゾーニやウーゴ・フォスコロも亡命や社会的立場を理由に参加こそしなかったが、コンチリアトーレに積極的な協力者であった。この結果、コンチリアトーレはイタリアにおけるロマン主義運動の中心となっていった。

### 弾圧
コンチリアトーレの内容は主に科学、文学、芸術、農業、経済学、哲学などであり、政治分野を除けば革命的要素はほとんど無かった。しかし古典主義や伝統文化を重んじるオーストリア帝国は、ロマン主義者が中心となって創刊されたコンチリアトーレを創刊当初から警戒し、ロマン主義運動の中心となるにつれ厳しい検閲を課していった。特にペッリコは当局から強い圧力を掛けられており、1819年10月26日には逮捕され収監こそされなかったがこれ以上政治的内容の出版物を発行しないよう警告を受けた。その結果1819年10月17日の号を最後にコンチリアトーレはわずか一年で廃刊した。
なお、その翌年には、創刊に携わったペッリコとマロンチェッリは逮捕されている。